# Akalanka Peiris
Akalanka Peiris (Colombo, 11 de enero de 2000) es un nadador proveniente de Sri Lanka. Representó a su país en los Juegos de la Commonwealth de 2018 en varios eventos de natación y en los Juegos Olímpicos de la Juventud 2018 celebrados en la ciudad de Buenos Aires, Argentina.
Peiris ha impuesto récords nacionales en las modalidades de 50 metros braza, 100 metros braza y 4×100 metros libre con relevos. En 2017 impuso un nuevo récord en Sri Lanka en la modalidad de 100 metros revés masculino.